# Лихай
Лихай (на английски: Lehi) е град в окръг Юта, щата Юта, САЩ. Лихай е с население от 19 028 жители (2000) и обща площ от 53,3 km². Намира се на 1391 m надморска височина. ЗИП кодът му е 84043, а телефонният му код е 385, 801.